# Omertà (film, 2012)
Pour les articles homonymes, voir Omerta.
Pour plus de détails, voir Fiche technique et Distribution.
Omertà est un film québécois réalisé par Luc Dionne, qui reprend plusieurs personnages apparus dans la série télévisée Omertà.

## Synopsis
Le film tourne autour de l'ex-policier Pierre Gauthier (Michel Côté) maintenant à la tête de Pulsar International, une agence de sécurité privée de haut calibre. Appelé en renfort par son ex-patron Gilbert Tanguay (Michel Dumont) afin de mettre au jour une conspiration, Gauthier recrute son employée Sophie (Rachelle Lefèvre), qui devra gagner la confiance de Sam Cohen (Stéphane Rousseau) et de Steve Bélanger (Patrick Huard), deux associés de la mafia italienne montréalaise dirigée par le parrain Dominic Fagazi (René Angélil). Fagazi et Cohen préparent une fraude ambitieuse mettant en jeu des lingots d'or.

## Fiche technique
Source : IMDb et Films du Québec
- Titre original : Omertà
- Réalisation : Luc Dionne
- Scénario : Luc Dionne
- Musique : Michel Cusson
- Direction artistique : Marc Ricard
- Conception artistique : Michel Proulx
- Costumes : Ginette Magny
- Maquillage : Nicole Lapierre
- Coiffure : Réjean Goderre
- Photographie : Bernard Couture
- Son : Philippe Scultéty, Marie-Claude Gagné, Louis Gignac, Hans Laitres
- Montage : Jean-François Bergeron (en)
- Production : Denise Robert et Daniel Louis
- Société de production : Cinémaginaire
- Sociétés de distribution : Les Films Séville, Alliance Vivafilm
- Budget : 7 millions $ CA
- Pays de production :  Canada
- Tournage : 24 mai au 18 juillet 2011 dans la région métropolitaine de Montréal
- Langue originale : français
- Format : couleur
- Genre : thriller, drame policier
- Durée : 107 minutes
- Dates de sortie :
  - Canada : 17 juin 2012 (première au Théâtre Maisonneuve de la Place des Arts de Montréal)[2]
  - Canada : 11 juillet 2012 (sortie en salle au Québec)
  - France : 7 novembre 2012 (Semaine du cinéma du Québec à Paris)
  - Canada : 11 décembre 2012 (DVD)
- Classification :
  - Québec : 13 ans et plus[3]

## Distribution
- Michel Côté : Pierre Gauthier
- Patrick Huard : Steve Bélanger
- Rachelle Lefevre : Sophie / Sofie Della Costa
- Stéphane Rousseau : Sam Cohen
- René Angélil : Dominic Fagazi
- Michel Dumont : Gilbert Tanguay
- Paolo Noël : Tony Potenza
- Mélissa Désormeaux-Poulin : Roxanne Gauthier
- Maxime Denommée : Olivier
- Andreas Apergis : Andréa Manzoni
- Alan Fawcett : Gene Smith
- Thai-Hoa Le : Chang Lee
- Judith Baribeau : Lyne, femme d'Alain (Steve Bélanger)
- Michel Auger : lui-même